# Зрзавый, Ян
Ян Зрзавый (чеш. Jan Zrzavý [ˈjan ˈzr̩zaviː]; 5 ноября 1890[…], Вадин — 12 октября 1977[…], Прага[…]) — чешский художник, график и иллюстратор.

## Жизнь и творчество

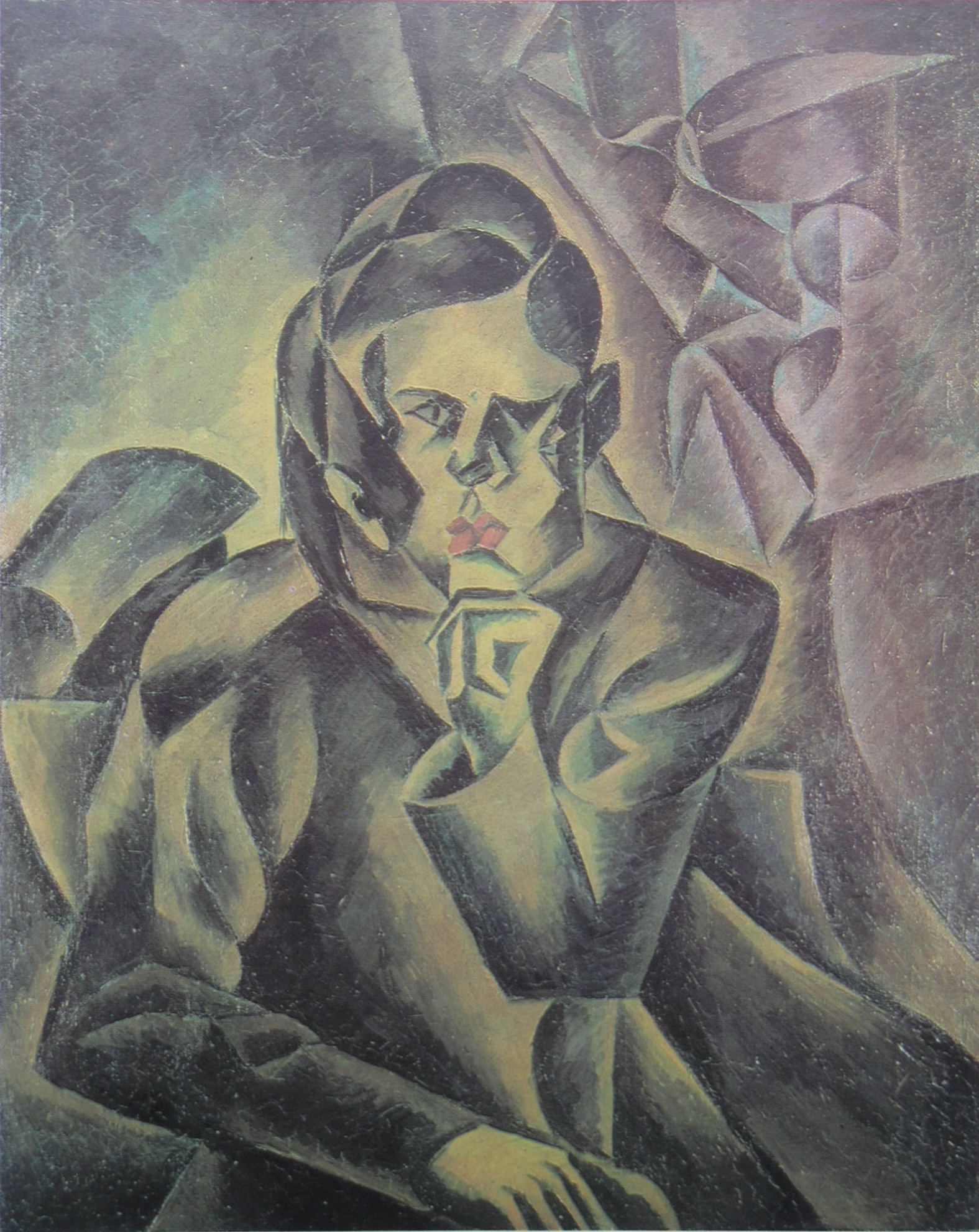
Богумил Кубишта. Портрет Яна Зрзавого (1912)

Ян Зрзавый был одним из ведущих представителей чешского художественного авангарда начала XX столетия. Изучал живопись в пражской Академии художеств, был одним из основателей группы художников «Sursum», входил в состав художественных объединений «Mánes», Беседа художников и Союза чешских художников-графиков Голлар. В 1920-е годы Зрзавый совершает многочисленные поездки по Европе, он посещает Италию, Бельгию и Францию.
Начальный период творчества Зрзавого был отмечен такими его работами, как Долина печали, Ноктюрн, Натюрморт с майскими цветами, Страдание. Эти картины характерны для начала чешского периода сецессион; они также символизируют появление чешского экспрессионизма и начала кубизма. Эти и им подобные полотна художника были инспирированы впечатлением, произведённым на него работами времён итальянского Возрождения, виденными им во время пребывания в Италии — в первую очередь картинами Рафаэля и Леонардо да Винчи.
После Первой мировой войны произведения художника становятся более мягкими, лиричными, иногда абстрактными (Меланхолия, Подруга и др.). Во второй половине XX столетия художник пишет преимущественно пейзажи (Камаре, Сан Марко ночью, Сан Марко днём, Остравская пустошь и др.). В 1965 году мастеру было присвоено звание Народный художник Чехословакии.